# BD+20 594b
BD+2 0594b (známá také jako K2-56b) je hmotná exoplaneta objevená sondou Kepler ve spolupráci se spektrometrem HARPS v La Silla v Chile.

## Pojmenování
BD+20 594b obíhá kolem hvězdy, která je v katalogu Bonner Durchmusterung označena BD +20° 594. 
K2-56b (BD+20 594b) je planeta, která obíhá hvězdu zařazenou prodloužené mise Kepler 2 (součást rozšířené mise K2 Kepler), je označena jako v katalogu jako 56.

## Planeta
S poloměrem 2,2 R 🜨 a hmotností 16,31 M 🜨 je BD+20594b planeta podstatně menší než Neptun. Vezmeme-li odhad jejího poloměru a hmotnosti v nominálních hodnotách, složení této planety by mělo kamenité, byla by superzemí. Přesné složení planety BD+20594b je stále neznámé.
K2-56b byla objevena dne 28. ledna v roce 2016 astrofyzikem Néstorem Espinozou s jeho týmem z Katolické univerzity v Chile za pomoci dat z prodloužené mise Kepleru (K2). Planeta obíhá hvězdu typu K vzdálenou 496,08 světelných let v souhvězdí Býka.
Předpokládá se, že planety s poloměrem 1,6 Země nemají obvykle kamenité složení, což z BD+20594b činí výjimku.